# Francis Redwood
Francis William Mary Redwood SM (ur. 6 kwietnia 1839 w Tixall, Anglia, zm. 3 stycznia 1935 w Wellington, Nowa Zelandia) – katolicki duchowny, marysta, pierwszy arcybiskup metropolita Wellington w Nowej Zelandii.

## Życiorys
Jego rodzina jak i on sam pochodziła z Anglii. Redwoodowie osiedlili się w 1842 w Nowej Zelandii. Tam ukończył szkołę o. Garina ze zgromadzenia Towarzystwa Maryi. Młody Francis po podjęciu decyzji o zostaniu kapłanem udał się do Francji i tam kształcił się w latach 1854–1865 m.in. w domu zakonnym Towarzystwa Maryi w Toulon. Święcenia kapłańskie otrzymał 6 czerwca 1865 w Maynooth w Irlandii. W roku zachorował na zapalenie płuc i na rekonwalescencję udał się do Lyonu gdzie poznał biskupa Wellington Philippe Viard, który zmierzał do Rzymu dla omówienia ważnych spraw diecezji, a później by wziąć udział w soborze.
W roku 1872 bp Viard zmarł. Redwood został mianowany jego następcą w dniu 10 lutego 1874. Był wówczas najmłodszym biskupem na świecie. Sakrę otrzymał z rąk kardynała Manninga w Londynie. Na swym urzędzie pozostał aż do śmierci, przez ponad 60 lat. W międzyczasie jego diecezja została podniesiona do rangi metropolii w roku 1887, a on sam został arcybiskupem. Przez cały ten długi okres pasterzowania w Wellington dał się poznać jako dobry gospodarz, założył wiele kościołów, szpitali, domów dziecka, a także szkołę średnią. Zaprosił do Nowej Zelandii wiele zakonów. Dbał też o rozwój swego rodzimego zgromadzenia poprzez założenie seminarium w Hawke's Bay. W latach 1877–1903 zasiadał w senacie Uniwersytetu Nowej Zelandii. Zorganizował pierwszy prowincjonalny synod w Wellington w roku 1899.
W chwili śmierci był najstarszym żyjącym biskupem katolickim na świecie (od śmierci w lipcu 1930 kard. Vincenza Vannutellego). Rządy w archidiecezji objął jego następca i koadiutor od 1913 roku Thomas O’Shea.